# Mullica Township
Mullica Township ist ein Township im Atlantic County, New Jersey, USA. Das U.S. Census Bureau ermittelte bei der Volkszählung 2020 eine Einwohnerzahl von 5816.

## Geographie
Nach dem United States Census Bureau hat die Stadt eine Gesamtfläche von 147,5 km², wovon 146,6 km² Land und 0,9 km² (0,63 %) Wasser ist.

## Demographie
Nach der Volkszählung von 2000 gibt es 5.912 Menschen, 2.044 Haushalte und 1.537 Familien in der Stadt. Die Bevölkerungsdichte beträgt 40,3 Einwohner pro km². 80,58 % der Bevölkerung sind Weiße, 6,28 % Afroamerikaner, 0,27 % amerikanische Ureinwohner, 0,83 % Asiaten, 0,12 % pazifische Insulaner, 8,61 % anderer Herkunft und 3,32 % Mischlinge. 16,49 % sind Latinos unterschiedlicher Abstammung.
Von den 2.044 Haushalten haben 35,9 % Kinder unter 18 Jahre. 59,6 % davon sind verheiratete, zusammenlebende Paare, 10,0 % sind alleinerziehende Mütter, 24,8 % sind keine Familien, 19,4 % bestehen aus Singlehaushalten und in 7,9 % Menschen sind älter als 65. Die Durchschnittshaushaltsgröße beträgt 2,87, die Durchschnittsfamiliengröße 3,30.
27,0 % der Bevölkerung sind unter 18 Jahre alt, 7,4 % zwischen 18 und 24, 31,1 % zwischen 25 und 44, 23,9 % zwischen 45 und 64, 10,7 % älter als 65. Das Durchschnittsalter beträgt 37 Jahre. Das Verhältnis Frauen zu Männer beträgt 100:101,3, für Menschen älter als 18 Jahre beträgt das Verhältnis 100:101,1.
Das jährliche Durchschnittseinkommen der Haushalte beträgt 50.417 USD, das Durchschnittseinkommen der Familien 55.143 USD. Männer haben ein Durchschnittseinkommen von 40.033 USD, Frauen 29.965 USD. Der Prokopfeinkommen der Stadt beträgt 19.764 USD. 7,8 % der Bevölkerung und 5,7 % der Familien leben unterhalb der Armutsgrenze, davon sind 11,3 % Kinder oder Jugendliche jünger als 18 Jahre und 10,8 % der Menschen sind älter als 65.